# 卢旺达解放民主力量
卢旺达解放民主力量（英語：Democratic Forces for the Liberation of Rwanda）是卢旺达反政府武装势力，2010年至今，它在卢旺达建立了军事据点，在邻国刚果民主共和国东部地域日益活跃。

## 概要
1994年，“卢旺达大屠杀”爆发，部分图西族和胡图族人躲入了刚果民主共和国的森林里，随后便结成这个组织。它在卢旺达和刚果民主共和国进行反政府武装活动，枪杀平民、强奸妇女、征召童子军，联合国已经派遣维和部队达到该地阻止它进一步的暴力行为。

## 事件
- 2008年12月5日，卢旺达和刚果民主共和国两国的外交部长达成共同军事协议，翌年1月20日，5,000人的联合部队进驻刚果民主共和国，共同对卢旺达解放民主力量进行军事打击。
- 2010年9月7日，联合国的维和部队到达刚果民主共和国东部地域，2010年7月以来，阻止了卢旺达解放民主力量多起暴力事件。[2]
- 2020年四月末，卢安达解放民主力量在刚果民主共和国东部维龙加国家公园发动武装袭击，造成17人死亡。